# Eupithecia gulmargensis
Eupithecia gulmargensis là một loài bướm đêm trong họ Geometridae.